# Hypertragulidae
Hypertragulidae es una familia extinta de ungulados artiodáctilos que habitaron en Norteamérica, Europa, y Asia en el Eoceno antes del Mioceno, viviendo hace 46.2-13.6 millones de años y existiendo 33 millones de años.
Los hipertragúlidos eran rumiantes basales parecidos a los actuales ciervos. Aun así, los tragúlidos son probablemente los parientes más cercanos a estos animales.

## Taxonomía
Hypertragulidae fue nombrada por William Cope (1879). Esta familia fue considerada parafilética por W. D. Matthew (1908). Fue asiganda a los Ruminantia por Matthew (1908) y William King Gregory (1910); a Pecora por Cook (1934); y a Traguloidea por Carroll (1988).

## Morfología
Los hipertragúlidos tenían patas delanteras tetradáctilas y las traseras didáctilas, rasgos específicos de esta familia que no poseen otros rumiantes. Su masa corporal era pequeña ya que rondaba entre los 2,16 kg (4,8 lb) de Parvitragulus y los 4,24 kg (9,3 lb) de Hypisodus.